# Jeu-Maloches
Jeu-Maloches ist eine französische Gemeinde mit 119 Einwohnern (Stand: 1. Januar 2022) im Département Indre in der Region Centre-Val de Loire. Sie gehört zum Kanton Valençay im Arrondissement Châteauroux. Die Einwohner werden Jeu-Malochois genannt.

## Geographie
Die Gemeinde Jeu-Maloches liegt etwa 29 Kilometer nordwestlich von Châteauroux.  Sie grenzt im Nordwesten und Norden an Luçay-le-Mâle, im Osten an Gehée, im Süden an Selles-sur-Nahon, im Südwesten und Westen an Heugnes sowie im Nordwesten an Écueillé. 

## Bevölkerungsentwicklung
| Jahr                       | 1962 | 1968 | 1975 | 1982 | 1990 | 1999 | 2006 | 2013 | 2020 |
| Einwohner                  | 269  | 230  | 190  | 175  | 160  | 121  | 133  | 131  | 118  |
| Quellen: Cassini und INSEE |      |      |      |      |      |      |      |      |      |

## Sehenswürdigkeiten
- Kirche Saint-Sulpice
- Burg Jeu-Maloches, spätere Um- und Anbauten

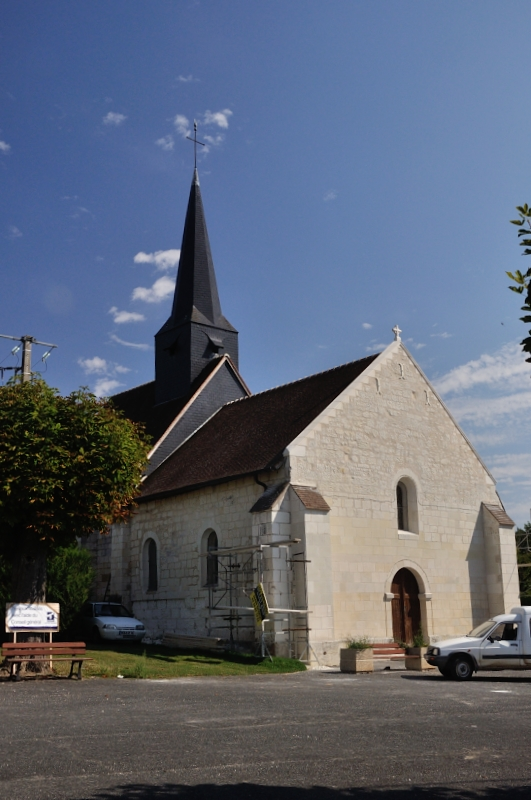
Kirche Saint-Sulpice